# هوراس فيربانكس
هوراس فيربانكس (بالإنجليزية: Horace Fairbanks)‏ هو سياسي أمريكي، ولد في 21 مارس 1820 في بارنيت في الولايات المتحدة، وتوفي في 17 مارس 1888 في نيويورك في الولايات المتحدة. حزبياً، نشط في الحزب الجمهوري. وقد انتخب حاكم فيرمونت ‏ (5 أكتوبر 1876 – 3 أكتوبر 1878).